# Ройсс-Герське князівство
Ройсс-Герське князівство (нім. Fürstentum Reuß-Gera), також відоме як Ройсське князівство молодшої лінії (нім. Fürstentum Reuß jüngerer Linie) — держава зі столицею в місті Гера, що існувала в 1848—1918 роках на території сучасної Тюрингії в Німеччині.
Ройс-Герське князівство мало площу 827 км² і населення 145 000 в 1905 році. .

## Історія
У 1806 році графи Гери, Шлейца, Лобенштейна, Кестріца та Еберсдорфа отримали титул князів. У 1848 графства об'єдналися, утворивши єдине князівство.
Після Першої світової війни території князівств Ройс молодшої та старшої ліній були об'єднані в Ройсську республіку, яка проіснувала до 1919 року, після чого була включена до складу вільної держави Тюрингія.